# Ordre de bataille de la Grande Armée pendant la campagne de Russie
Ce qui suit est l'ordre de bataille et la composition de la Grande Armée durant la Campagne de Russie pendant les guerres de la Sixième Coalition de 1812.
Le commandant en chef de cette armée est l'empereur Napoléon Ier. Il passa ensuite le commandement au maréchal Murat qui lui-même le passa au Prince Eugène.

## 2eCorps
Le Corps est sous le commandement du maréchal Oudinot. Blessé, il fut remplacé le 17 août par le général Gouvion Saint-Cyr

### 6edivision
La division est sous le commandement du général Legrand
- Brigade Albert.
- Brigade Maison puis Moreau.
- Brigade Pamplona.

### 8edivision
La division est sous le commandement du général Verdier
- Brigade Viviès.
- Brigade Pouget.

### 9edivision
La division est sous le commandement du général Merle.
- Brigade Condras.
- Brigade Amey.
- Brigade Coutard.

### Division de cavalerie du corps
- Brigade Castex.
  - 23e régiment de chasseurs à cheval : colonel Marbot
  - 24e régiment de chasseurs à cheval
- Brigade Corbineau :
  - 7e régiment de chasseurs à cheval
  - 20e régiment de chasseurs à cheval : colonel de la Grange
  - 8e régiment de chevau-légers (polonais)

### 3edivision de cuirassiers
La division, appartenant au 3e Corps de cavalerie, est sous le commandement du général Doumerc. Voir la composition complète de la division dans la partie 3e Corps de cavalerie, appartenant à la réserve de cavalerie.
- Brigade Berckheim.
- Brigade L'Héritier.
- Brigade d'Oullembourg.

## 3eCorps
Le Corps est sous le commandement du maréchal Ney (chef d'état-major : général Gouré). Il est composé de troupes françaises et de troupes alliées.
- Artillerie : général Foucher du Careil
- Génie : général Dode de la Brunerie
- Gendarmerie : colonel Montjouet

### 10edivision
La division est sous le commandement du général Ledru.
- Brigade Gengoult.
  - 24e régiment d'infanterie légère : colonel de Bellair. Composé à l'ouverture de la campagne de 84 officiers et 3 020 hommes.
  - 1er régiment d'infanterie portugais : colonel Freyre-Pego.
- Brigade Marion.
  - 46e régiment d'infanterie de ligne : colonel Baudinot[1] (colonel Brue à partir du 1er octobre).
- Brigade Bruny.
  - 72e régiment d'infanterie de ligne : colonel Laffite.
  - 129e régiment d'infanterie de ligne : colonel Freytag.

### 11edivision
La division est sous le commandement du général Razout.
- Brigade Compère.
  - 2e régiment d'infanterie portugais : Major Xavier.
  - Régiment d'Illyrie : colonel Schmitz.
- Brigade Joubert.
  - 4e régiment d'infanterie de ligne : colonel Massy. Il sera tué à La Moskowa et sera remplacé par de Fézensac. Le 15 août à Smolensk on compte 68 officiers et 1 892 hommes.
  - 18e régiment d'infanterie de ligne : colonel Pelleport. Composé à l'ouverture de la campagne de 3 000 hommes répartis en 5 bataillons.
- Brigade d'Hénin.
  - 93e régiment d'infanterie de ligne : colonel Bauduin.

### 25edivision (Wurtembergeois)
Officiellement sous le commandement du prince royal de Wurtemberg, la division est en fait sous les ordres du commandant en second, le général von Scheler. Il est remplacé le 10 août par le général Marchand.
- Brigade du général de Hugel
  - 1er régiment "Prince Paul" d'infanterie de ligne (2 bataillons)
  - 6e régiment d'infanterie de ligne (2 bataillons)
- Brigade du général de Koch
  - 2e régiment "Duc Guillaume" d'infanterie de ligne (2 bataillons)
  - 4e régiment "Prince Royal" d'infanterie de ligne (2 bataillons)
- Brigade du général de Brussell
  - 1er régiment de chasseurs à pied.
- Artillerie
  - 2 compagnies à pied.
  - 2 compagnies à cheval.

### Cavalerie légère du3ecorps
- Brigade Mourier.
  - 11e Régiment de Hussards : colonel Collaert. Il sera remplacé à Moscou par Liègeard.
  - 6e régiment de chevau-légers lanciers : colonel de Marbeuf. Mortellement blessé le 14 août, il est remplacé par Jacob.
  - 4e régiment des chasseurs du Roi (Wurtemberg) : colonel von Salm. Il est tué à la bataille de la Moskowa.
- Brigade Beurmann.
  - 4e régiment de chasseurs à cheval : colonel Boulnois.
  - 28e régiment de chasseurs à cheval : colonel Laroche.
  - 1er régiment des chevau-légers du duc Henri (Wurtemberg).
  - 2e régiment des chevau-légers du Roi (Wurtemberg) : colonel von Normann-Ehrenfels.

## 4eCorps
Le Corps est sous le commandement du Prince Eugène. Il est composé de troupes françaises et italiennes.

### Garde royale italienne
La Garde italienne est sous le commandement du général Lechi.
- Brigade d'infanterie de la Garde italienne : général Giuseppe Lechi.
  - Régiment des conscrits-grenadiers. 2 bataillons.
  - Régiment des vélites de la Garde. 2 bataillons.
  - Régiment des grenadiers de la Garde. 2 bataillons.
  - Gardes d’honneur : capitaine-colonel comte Gateano Battaglia — 17 officiers et 274 hommes de troupe (au 25 juin) ; 298 officiers et hommes de troupe (en février)
- Brigade de cavalerie de la Garde italienne : général Triaire.
  - Régiment des dragons de la Garde.
  - Régiment des dragons de la Reine.

### 13edivision
La division est sous le commandement du général Delzons.
- Brigade Huard de Saint-Aubin.
  - 8e régiment d'infanterie légère : colonel Serrant. Composé à l'ouverture de la campagne de 44 officiers et 1 409 hommes.
  - 84e régiment d'infanterie de ligne : colonel Pégot. Composé à l'ouverture de la campagne de 81 officiers et 2 555 hommes.
  - 92e régiment d'infanterie de ligne : colonel Lannier. Remplacé par le colonel Tissot le 22 août. Composé à l'ouverture de la campagne de 83 officiers et 2 591 hommes.
- Brigade Roussel puis Plauzonne. Plauzonne remplace Roussel le 26 juillet. Celui-ci fut tué par un eclaireur qui le prit pour un Russe.
  - 106e régiment d'infanterie de ligne : colonel Bertran. Composé à l'ouverture de la campagne de 80 officiers et 2 717 hommes.
  - 1er régiment d'infanterie provisoire croate : colonel Slivarich. Composé à l'ouverture de la campagne de 44 officiers et 1 329 hommes.

### 14edivision
La division est sous le commandement du général Broussier.
- Brigade Bertrand de Sivray.
  - 18e régiment d'infanterie légère : colonel Gaussart. Composé à l'ouverture de la campagne de 36 officiers et 1 401 hommes.
  - 9e régiment d'infanterie de ligne : colonel Vautré. Composé à l'ouverture de la campagne de 86 officiers et 2 561 hommes.
- Brigade Alméras.
  - 53e régiment d'infanterie de ligne : colonel de Grobon. Composé à l'ouverture de la campagne de 78 officiers et 2 442 hommes.
  - 35e régiment d'infanterie de ligne : colonel Penant tué le 24 octobre 1812 puis le colonel Figié. Composé à l'ouverture de la campagne de 74 officiers et 2 225 hommes.
  - Régiment Joseph Napoléon (en) : colonel Tschudy. Composé à l'ouverture de la campagne de 36 officiers et 1 277 hommes en 2 bataillons.

### 15edivision
La division est sous le commandement du général Pino. Elle est composée de troupes italiennes.
- Brigade Fontana.
- Brigade Guillaume.
- Brigade Dembrowski.

### Division de cavalerie légère du4ecorps
La division est sous le commandement du général d'Ornano.
- Brigade Guyon.
  - 9e régiment de chasseurs à cheval : colonel de Sainte-Suzanne, tué à la Moskowa.
  - 19e régiment de chasseurs à cheval : colonel Vincent.
- Brigade Villata.
  - 2e régiment de chasseurs à cheval italiens.
  - 3e régiment de chasseurs à cheval italiens.

La cavalerie bavaroise marche avec le 4e Corps. Elle est composée du 3e, 4e, 5e et 6e régiments de chevau-légers. À Moscou, cette force est évaluée à 700 hommes.

## 5eCorps (Polonais)
Le Corps est sous le commandement du général Poniatowski (chef d'état-major : général Fiszer).

### 16edivision
La division est sous le commandement du général Zayonchek (chef d'état-major : colonel Weyssenhoff (pl)).
- 1re brigade : général Mielczynski
  - 3e régiment d'infanterie polonais. 3 bataillons : colonel Zakrzewski.
  - 15e régiment d'infanterie polonais. 3 bataillons : Miaskowski
- 2e brigade : général Piotrowski
  - 12e régiment d'infanterie polonais. 3 bataillons : colonel Zyrmiski
  - 16e régiment d'infanterie polonais. 3 bataillons : colonel Czartoryski

### 17edivision
La division est sous le commandement du général Dombrowski (chef d'état-major : colonel Cedrowski)
- 1re brigade : général Axamitowski.
  - 1er régiment d'infanterie polonais. 3 bataillons : Małachowski
  - 6e régiment d'infanterie polonais. 3 bataillons : Sierawski
- 2e brigade : général Zoltowski
  - 14e régiment d'infanterie polonais. 3 bataillons : Siemianowski
  - 17e régiment d'infanterie polonais. 3 bataillons : Hornowski (pl)

### 18edivision
La division est sous le commandement du général Kamieniecki (pl) (chef d'état-major : colonel Nowicki).
- 1re brigade : général Bieganski.
  - 2e régiment d'infanterie polonais. 3 bataillons : Krukowiecki
  - 8e régiment d'infanterie polonais. 3 bataillons : colonel Stuart (pl)
- 2e brigade : général Grabowski
  - 12e régiment d'infanterie polonais. 3 bataillons : colonel Weyssenhoff (pl)

### Division de cavalerie légère du5ecorps
- 18e Brigade Kamienski (pl).
  - 4e régiment de chasseurs à cheval : Dulfus (pl)
- 19e Brigade Tyszkiewicz.
  - 1er régiment de chasseurs à cheval : Przebendowski (pl)
  - 12e régiment de lanciers
- 20e Brigade Sulkowski (en).
  - 5e régiment de chasseurs à cheval : Kurnatowski (pl)
  - 13e régiment de hussards : Tolinski

## 6eCorps (Bavarois)
Le Corps est sous le commandement du général puis maréchal Gouvion Saint-Cyr.

### 19edivision
La division est sous le commandement du général Deroy.
- Brigade Siebein (de).
- Brigade Raglovich (de).
- Brigade Rechberg (de).

### 20edivision
La division est sous le commandement du général De Wrede.
- Brigade Vincenti (de).
- Brigade Beckers (de).
- Brigade Habermann (de).

### Cavalerie légère du6eCorps
- Brigade Preysing.
- Brigade Seydewitz (de).

## 7eCorps (Saxons)
Le Corps est sous le commandement du général Reynier.

### 21edivision
La division est sous le commandement du général Le Coq
- Brigade Steindel.
- Brigade Nostitz.

### 22edivision
La division est sous le commandement du général Funck.
- Brigade Klengel.
- Brigade Sahr.

### Cavalerie légère du7eCorps
- Brigade légère Gablenz
- Brigade lourde Thielmann

## 8eCorps (Westphaliens)

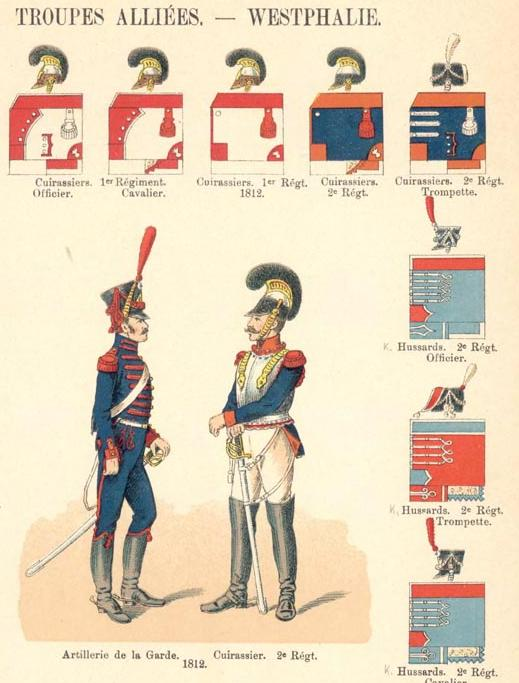
Uniformes de Westphalie, 1809

Le Corps est sous le commandement du Roi Jérôme (Roi de Westphalie) au début de la campagne. Mais refusant le contrôle de Davout, après la bataille de Mir, il abandonne son corps le 16 juillet et rejoignit son royaume de Westphalie avec sa garde personnelle. Le commandement du 8e Corps est alors attribué au général Junot.

### 23edivision
La division est sous le commandement du général Tharreau.
- Brigade Damas.
  - 3e bataillon d'infanterie légère.
  - 2e régiment d'infanterie de ligne westphalien. 2 bataillons.
  - 6e régiment d'infanterie de ligne westphalien. 2 bataillons.
- Brigade Wickenberg.
  - 2e bataillon d'infanterie légère.
  - 3e régiment d'infanterie de ligne westphalien. 2 bataillons.
  - 7e régiment d'infanterie de ligne westphalien. 2 bataillons.

### 24edivision
La division est sous le commandement du général von Ochs.
- Brigade Legras.
  - Bataillon des chasseurs-carabiniers de la Garde. Garde westphalienne.
  - Bataillon des chasseurs de la Garde. Garde westphalienne.
  - Bataillon des grenadiers de la Garde. Garde westphalienne.
- Brigade Danloup-Verdun.
  - Bataillon d'infanterie légère.
  - 5e régiment d'infanterie de ligne westphalien. 2 bataillons.

### Division de cavalerie légère du8ecorps
- Brigade Hammerstein (de)
  - 1er régiment de hussards de Westphalie.
  - 2e régiment de hussards de Westphalie.
  - Chevau-légers du Grand-duché de Berg.

## 9eCorps
Le Corps est sous le commandement du maréchal Victor. C'est un corps originellement destiné à la protection des arrières de la Grande Armée mais il se distinguera à la bataille de la Bérézina.

### 12edivision
La division est sous le commandement du général Partouneaux.
- Brigade Billard.
  - 10e régiment d'infanterie légère.
  - 29e régiment d'infanterie légère.
- Brigade Blanmont.
  - 44e régiment d'infanterie de ligne.
  - 35e régiment d'infanterie de ligne.
  - Régiment d'infanterie provisoire.
- Brigade Camus.
  - 125e régiment d'infanterie de ligne.
  - 126e régiment d'infanterie de ligne.

### 26eDivision
La division est sous le commandement du général Daendels.
- Brigade Damas
  - 1e régiment d’infanterie de Berg : colonel ?.
  - 2e régiment d’infanterie de Berg : colonel Hoffmeyer.
  - 3e régiment d’infanterie de Berg : colonel Boisdavid.
  - 4e régiment d’infanterie de Berg : colonel Foersh. Mort à la bataille de la Bérézina.
- Brigade von Hochberg
  - 1e régiment d’infanterie de Bade : colonel von Franken
  - 3e régiment d’infanterie de Bade : colonel Bruckner
  - Régiment d’infanterie légère de Bade : colonel Peternell
- Brigade Prince de Hesse
  - LeibGard Régiment de Hesse : colonel von Follenius. Garde hessoise.
  - Leib Régiment de Hesse : colonel Gall.
  - ErbPrinz Régiment de Hesse : colonel von Schauberg
  - 8e régiment d’infanterie de ligne de Westphalie : colonel Bergeron

### 28eDivision (Polonais)
La division est sous le commandement du général Girard
- Brigade Soyez
  - 4e régiment d’infanterie de ligne polonais : colonel Zdzitowiecki (pl)
  - 7e régiment d’infanterie de ligne polonais : colonel Tremo
  - 9e régiment d’infanterie de ligne polonais : colonel Cichocki
- Brigade De Villiers
  - 6e régiment d’infanterie von Rechten : colonel von Bose. Saxons.
  - 8e régiment d’infanterie von Low : colonel Jeschky, tué à la Bérézina. Saxons.

### Division de cavalerie légère du9ecorps
La division est sous le commandement du général Fournier-Sarlovèze.
- Brigade Larôche
  - Régiment des hussards de Bade : colonel Larôche.
  - Régiment des chevau-légers du Prince Jean de Saxe : colonel von Raysky.
- Brigade Delaitre
  - Régiment des chevau-légers lanciers de Berg : colonel Nesselrode.
  - Régiment des chevau-légers lanciers de Hesse : colonel von Dallwigk.

## 10eCorps (incluant le contingent prussien)
Le Corps est sous le commandement du maréchal MacDonald.

### 7edivision
La division est sous le commandement du général Grandjean.
- Brigade Kister.
  - 5e régiment d’infanterie de ligne du duché de Varsovie : colonel ?.
  - 13e Régiment d’infanterie de ligne bavarois : colonel Karl Fritsch (à partir du 22 avril 1812), Kajetan Karl Comte von Butler-Clonebough dit Haimhausen (à partir du 30 juillet 1812).
- Brigade Radziwiłł.
  - 10e régiment d’infanterie de ligne du duché de Varsovie : colonel ?.
- Brigade Bachelu.
  - 1er régiment d’infanterie de ligne de Westphalie : colonel ?.
  - 11e régiment d’infanterie de ligne du duché de Varsovie : colonel ?.

## 11eCorps
Le Corps est sous le commandement du maréchal Augereau. Le 11e Corps était largement composé d'unités de dépôt et de réserve.

## 12eCorps (incluant le contingent autrichien)
Le Corps est sous le commandement du Prince de Schwarzenberg (chef d'état-major : general-major Stutterheim (de)).
- Artillerie : général Morchtenberg
- Administration et soutien :
  - Adjudant-général : colonel von Gottner
  - Feldmarschalleutnant : von Plazzentern
- Parc et hôpital : général Schmetzern
- Troupe d'état-major : Oberleutnant Baillet de Latour

### Aile gauche
La division est sous le commandement du général Bersina von Siegenthal.
- 1re brigade Mayer
  - Infanterieregiment « de Ligne » Nr. 30. 2 bataillons.
  - Infanterieregiment « Kotulinsky » Nr. 41. 2 bataillons.
  - Infanterieregiment « Czartovsky »  Nr. 9. 1 bataillon.
- 2e brigade Mohr (de)
  - Jägerbataillon Nr. 7 (7e bataillon de Chasseurs).
  - 5e régiment de frontière « Warasdiner-Creutzer ». 1 bataillon.
  - 4e régiment de hussards « Hesse-Hombourg » (de).

### Centre
La division est sous le commandement du général Bianchi.
- 1re brigade Vetter von Lilienberg
  - Infanterieregiment « von Simbschen » Nr. 43. 2 bataillons.
  - Infanterieregiment « von Alvinczy » Nr. 19 Alvinczy. 2 bataillons.
  - Grenadierbataillon Brezinski.
- 2e brigade Hesse Hombourg
  - 33e régiment de fusiliers « Colloredo ». 2 bataillons.
  - 2e régiment de fusiliers « Hiller ». 2 bataillons.
- 3e brigade Prince von Lichtenstein
  - Bataillon de grenadiers de Kirchenbetter
  - Bataillon de grenadiers de Preczinski
  - 32e régiment de fusiliers « Esterhazy ». 2 bataillons.
  - 34e régiment de fusiliers « Davidovitch ». 2 bataillons.

### Aile droite
La division est sous le commandement du général von Trauttenberg (de).
- 1re brigade Zechmeister.
  - 5e bataillon de chasseurs.
  - 6e régiment de frontière « Saint-Georges » 1 bataillon.
  - 8e régiment de hussards (de) de Kienmayer.
- 2e brigade Pflacher
  - 39e régiment de fusiliers « Duka (de)». 2 bataillons.
  - 58e régiment de fusiliers « Beaulieu ». 2 bataillons.

### Réserve de cavalerie du12ecorps
La division est sous le commandement du général Frimont.
- 1re brigade Frölich
  - 1er régiment de hussards de l'Empereur (de).
  - 3e régiment de chevau-légers (Autriche) (de).
  - 2e régiment de chevau-légers d'Hohenzollern-Hechingen.
- 2e brigade Wrede
  - 6e régiment de dragons de Riesch.
  - 4e régiment de dragons de Levenehr.
  - 6e régiment de hussards (de) de Blankenstein (de)
- Artillerie : Wachter von Wachtenburg

## Division danoise (de juin à août 1812)
La division danoise conserve son autonomie de commandement. Elle comprend 9 800 hommes et 2 000 chevaux,.
Commandant en chef : Johann Ewald (en) (général lieutenant),
- Aides de camp : capitaine Bardenfleth
  - Capitaine Hielmerone
  - Capitaine Lilieeneron
  - Chef d’état-major : adjudant-commandant Friedrich Wilhelm (Schleswig-Holstein-Sonderburg-Glücksburg), prince de Holstein Beck
  - Adjoint à l’état-major : lieutenant Ewald

- 1re brigade : général Wegener (generalmajor)
- Aides de camp :
  - Capitaine Romeling
  - Lieutenant Hoegh
- Régiment d’Oldenburg : 1er, 2e, 3e, et 4e bataillons : 56 officiers, 2 578 hommes de troupe et 49 chevaux.
- [Infanterie légère de Schleswig et de Holstein] : 1er, et 2e bataillons : 32 officiers, 947 hommes de troupe et 37 chevaux.
- Régiment de hussards : 2e, et 6e escadrons : 13 officiers, 325 hommes de troupe et 324 chevaux.
- Régiment de dragons de Jutland : 1er, et 2e escadrons : 8 officiers, 287 hommes de troupe, 305 chevaux.
- 2e brigade : général Durieu (général-major)
  - Aide de camp : lieutenant Posselt
- Régiment de la reine :
  - 1er bataillon : 23 officiers, 1 138 hommes de troupe, 16 chevaux.
- Régiment de Flonie :
  - 1er bataillon : 21 officiers, 938 hommes de troupe et 4 chevaux.
- Régiment de Schleswig:
  - 3e bataillon : 16 officiers, 562 hommes de troupe et 2 chevaux.
- Régiment de Holstein :
  - 3e bataillon : 13 officiers, 562 hommes de troupe et 2 chevaux.
- Chasseurs de Schleswig :
  - 2e bataillon : 18 officiers, 495 hommes de troupe et 14 chevaux.
- Régiment de cavalerie de Holstein :
  - 1er, 2e, 3e, et 4e escadron : 23 officiers, 583 hommes de troupe et 623 chevaux.

Artillerie : major Muck
- Artillerie à pied :
  - deux batteries : 4 officiers, 325 hommes de troupe et 181 chevaux.

- Artillerie à cheval :
  - deux batteries : 9 officiers, 460 hommes de troupe et 287 chevaux.

Total pièces d’artillerie : 40 canons et 10 obusiers.